# 太空球
太空球也称左宾球（英語：Zorbing）、悠波球，是一项户外娱乐活动，起源自20世纪90年代的新西兰。参与者固定在一个透明的塑料球内，然后从存在一定坡度的、笔直的草坪上滚下。这项游戏简单易行，又充满刺激和趣味，主要流行于西方国家。

## 事件
2013年1月，一个位于俄羅斯的太空球在雪山顶部滾下，結果导致球內兩名遊客，一死一重傷。